# Liste des lacs des Pays baltes
Cette liste inclut les principaux lacs (>10 km² de superficie) des pays baltes : Estonie, Lettonie et Lituanie.
Ces trois pays sont connus pour le nombre important de lacs sur leurs sols (de petite taille pour la plupart). Ainsi, la Latgale est souvent nommée le pays des lacs bleus.

## Lacs les plus profonds
Les lacs baltes sont généralement peu profonds, mais on peut noter les suivants qui ont une profondeur supérieure à 50 m :
| Rang | Nom              | Superficie (km²) | Profondeur maximale en m (moyenne) | Pays      |
| ---- | ---------------- | ---------------- | ---------------------------------- | --------- |
| 1    | lac Dridži       | 7,5              | 65,1 (12,8)                        | Lettonie  |
| 2    | lac Tauragnas    | 5,13             | 60,5 (18,7)                        | Lituanie  |
| 3    | lac de Malkestas | 0,153            | 57 (12,3)                          | Lituanie  |
| 4    | lac d'Indra      | 0,71             | 56 (16,5)                          | Lettonie  |
| 5    | lac Asveja       | 9,78             | 50,2 (14,7)                        | Lituanie  |
| 6    | Lac Vištytis     | 16,6             | 50 (15)                            | Lituanie; |

L'Estonie n'a aucun lac dépassant les 38 m et l'on peut remarquer que les lacs les plus profonds ne sont, paradoxalement, pas les plus grands.

## Superficie supérieure à 50 km²
| Rang | Nom           | Superficie (km²) | Profondeur maximale en m (moyenne) | Pays                     | Bassin (km²) | Notes                                                                                                  |
| ---- | ------------- | ---------------- | ---------------------------------- | ------------------------ | ------------ | --- |
| 1    | Lac Peïpous   | 3 555            | 15,3 (7,1)                         | Estonie; Russie          | 47 800       | Quatrième plus grand lac d'Europe et plus grand des pays baltes.                                       |
| 2    | Lac Võrtsjärv | 270              | 6 (2,8)                            | Estonie                  | 3 100        | Second plus grand lac d'Estonie.                                                                       |
| 3    | Lac de Narva  | 191              | 15 (1,8)                           | Estonie (40 km²); Russie |              | Construit par les soviétiques en 1955/6. Dernier lac estonien avec une superficie supérieure à 10 km². |
| 4    | Lac Lubans    | 80,7             | 3,6 (1,5)                          | Lettonie                 |              | Plus grand lac de Lettonie.                                                                            |
| 5    | Lac de Kaunas | 63,5             | 24,6 (7,6)                         | Lituanie                 |              | Plus grand lac de Lituanie, construit par les soviétiques en 1959.                                     |
| 6    | Lac Raznas    | 57,6             | 17 (7)                             | Lettonie                 |              | Une dizaine d'îlots dans le lac.                                                                       |

## Superficie comprise entre 20 et 50 km²
| Rang | Nom              | Superficie (km²) | Profondeur maximale en m (moyenne) | Pays     | Bassin (km²) | Notes                                                |
| ---- | ---------------- | ---------------- | ---------------------------------- | -------- | ------------ | ---------------------------------------------------- |
| 7    | Lac Drūkšiai     | 44,8             | 33,3 (7,6)                         | Lituanie | 613          | Second plus grand lac de Lituanie (premier naturel). |
| 8    | Lac d'Engure     | 40,46            | 2,1 (0,4)                          | Lettonie |              | Lac côtier relié à la mer Baltique (Golfe de Riga).  |
| 9    | Lac de Burtnieki | 40,16            | 4,1 (2,9)                          | Lettonie |              | Situé près de Valmiera.                              |
| 10   | Lac de Liepaja   | 37,15            | 3 (2)                              | Lettonie |              | Lac côtier relié à la mer Baltique.                  |
| 11   | Lac Umas         | 34,7             | 27 (5,4)                           | Lettonie | 429          | Situé près de Ventspils.                             |
| 12   | Lac de Babite    | 25,6             | 1,7 (0,9)                          | Lettonie |              | Situé près de Jurmala.                               |
| 13   | Lac Dysnai       | 24               | 6 (3)                              | Lituanie |              | Près de la frontière lettone.                        |
| 14   | Lac de Rušonas   | 23,7             | 29,9 (2,9)                         | Lettonie |              | Situé en Latgale.                                    |
| 15   | Lac Dusia        | 23,34            | 32,4 (15,4)                        | Lituanie |              |                                                      |

## Superficie comprise entre 10 et 20 km²
| Rang | Nom           | Superficie (km²) | Profondeur maximale en m (moyenne) | Pays             | Bassin (km²) | Notes                                       |
| ---- | ------------- | ---------------- | ---------------------------------- | ---------------- | ------------ | ------------------------------------------- |
|      | Lac Vištytis  | 16,6             | 50 (15)                            | Lituanie; Russie |              | Surtout situé dans l'oblast de Kaliningrad. |
|      | Lac Sartai    | 13,3             | 21 (5,9)                           | Lituanie         |              |                                             |
|      | Lac Luodis    | 13,2             | 18,4 (6,7)                         | Lituanie         |              |                                             |
|      | Lac Metelys   | 12,9             | 15 (6,76)                          | Lituanie         |              |                                             |
|      | Lac Avilys    | 12,6             | 14 (5)                             | Lituanie         |              |                                             |
|      | Lac Plateliai | 12               | 47 (10,5)                          | Lituanie         |              |                                             |
|      | Lac Rėkyvos   | 11,8             | 4,8 (2,04)                         | Lituanie         |              |                                             |
|      | Lac Sartai    | 10,54            | 42 (11,9)                          | Lituanie         |              |                                             |